# Kozana
Kozana este o localitate din comuna Brda, Slovenia, cu o populație de 392 de locuitori.